# Trà Leng
Trà Leng là một xã thuộc huyện Nam Trà My, tỉnh Quảng Nam, Việt Nam.
Xã Trà Leng có diện tích 116,539 km², dân số năm 2019 là 2.258 người, mật độ dân số đạt 19,3 người/km².

## Vị trí địa lý, điều kiện tự nhiên
Trà Leng là xã nằm phía Bắc huyện Nam Trà My, cách trung tâm hành chính huyện gần 32Km.
- Đông giáp xã Trà Dơn.

- Tây giáp huyện Phước Sơn.

- Nam giáp huyện Đắk Glei, Kon Tum.

- Bắc giáp xã Trà Bui, Bắc Trà My.

Tổng diện tích đất tự nhiên của toàn xã là: 11,653.9 ha. Trong đó:
+ Đất sản xuất nông nghiệp: 245,06 ha
+ Đất Lâm nghiêp: 8,255.69 ha
+ Đất Chuyên dùng: 85,12 ha
+ Đất ở: 8,94 ha
+ Đất chưa sử dụng: 2,958.35 ha
+ Đất nghĩa địa: 1,07 ha
+ Đất sông suối mặt nước: 99,67 ha
(Nguồn: Số liệu niên giám thống kê năm 2010).
Tổng diện tích đất lâm nghiệp của xã là 8,255.69 ha; trong đó, diện tích rừng tự nhiên là 5794.69 ha (trong đó rừng phòng hộ là 5,421.71 ha, rừng sản xuất là 372.98 ha), rừng trồng là 180 ha; tỷ lệ che phủ của rừng đạt khoảng 62,15%.

## Lịch sử
Ngày 1 tháng 12 năm 1983, Hội đồng Bộ trưởng ban hành Quyết định 141-HĐBT. Theo đó:
- Chia xã Trà Leng thành hai xã lấy tên là xã Trà Leng và xã Trà Dơn

Xã Trà Leng là một xã của huyện Trà My cũ, Quảng Nam. Ngày 20 tháng 6 năm 2003, Chính phủ ban hành nghị định số 72/2003/NĐ-CP, chia tách huyện Trà My của tỉnh Quảng Nam thành hai huyện Bắc Trà My và Nam Trà My, Trà Leng trực thuộc Nam Trà My kể từ đấy.

## Hành chính
Trà Leng có tổng cộng 03 thôn, 14 nóc, 1 Khu dân cư gồm:    
+ Thôn 2: Nóc ông Tiếng, ông Tăng, ông Hiền, ông Méo. tăk lăng . tăk lẻ
+ Thôn 1: Nóc ông Khánh, Nóc ông Nhầy, Nóc ông Tiêu và Khu dân cư Bằng La (Nóc ông Lục cũ).
+ Thôn 3: Nóc ông Đừng, Nóc ông Dũng, ông Vương, ông Hương, ông Thương, ông Luyện.

## Đặc sản
Trà Leng vốn nổi tiếng với cây quế Trà My, cây quế được trồng ở tất cả các hộ gia đình, ở những mảnh vườn nhỏ đến những khu vườn rộng lớn, bao phủ cả vùng đồi. Mặc dù giá quế xuống thấp so với thời kỳ trước nhưng hàng năm quế vẫn là nguồn thu chính của các hộ gia đình. Truyền thống ươm, trồng cây quế vẫn luôn được nhân dân duy trì và nhân rộng.

## Biến cố
Chiều ngày 28 tháng 10 năm 2020 khi bão Molave càn quét qua khu vực này đã xảy ra 1 vụ sạt lở đất nghiêm trọng tại thôn 1, xã Trà Leng, làm vùi lấp một ngôi làng khoảng 19 hộ dân với 49 nhân khẩu; có 4 người thoát được còn khoảng 45 người mất tích.